# Jędrzej Dobrowolski
Jędrzej Dobrowolski (ur. 24 kwietnia 1981 w Raciborzu) – polski zawodnik narciarstwa szybkiego. Uczestnik najwyższej kategorii Speed One elitarnych zawodów Speed Masters FIS Speed Ski World Cup.
26 marca 2016 roku podczas zawodów Speed Masters we francuskim Vars ustanowił aktualny rekord Polski w narciarstwie szybkim, uzyskując prędkość 244,233 km/h.

## Osiągnięcia
- 8. miejsce zawodów Speed Masters (rekord Polski – 244,233 km/h): Vars, Francja (marzec 2016)
- 7. miejsce zawodów Speed Masters (rekord Polski – 242,261 km/h): Vars, Francja (kwiecień 2014)[5][3]
- 3. miejsce zawodów FIS Speed Ski World Cup: Verbier/Nendaz, Szwajcaria (marzec 2012)[6]
- 6. miejsce zawodów Ötscherbär Speedski Race: Lackenhof, Austria (styczeń 2012)[6].